# Chiltern (Australie)
Chiltern (1 063 habitants) est un village du comté d'Indigo à 281 km au nord-est de Melbourne au nord-est de l'État du Victoria en Australie. Il était traversé autrefois par la Hume Highway mais il existe maintenant une déviation au sud-est du village.